# Michael Maaser
Michael Maaser (* 12. Februar 1964 in Steinheim am Main) ist ein deutscher Historiker, Archivar der Johann Wolfgang Goethe-Universität Frankfurt am Main und Privatdozent am Historischen Seminar der Universität Frankfurt.

## Leben
Michael Maaser absolvierte die Hohe Landesschule in Hanau, studierte Geschichte, Philosophie und Literaturwissenschaft in Frankfurt am Main und war Stipendiat der Gerda Henkel Stiftung in Düsseldorf. Er arbeitete als studentische und wissenschaftliche Hilfskraft im Universitätsarchiv in Frankfurt unter der Leitung von Notker Hammerstein, dessen Nachfolge er 2001 antrat. Zwischen 1998 und 2001 war er beruflich als Personalberater und Coach bei dem Beratungsunternehmen MC&C tätig.
Der Fachbereich Philosophie und Geschichtswissenschaften promovierte ihn 2001 zum Dr. phil. Seit dem Wintersemester 2002/03 unterrichtet Maaser das Fach Neuere Geschichte am Historischen Seminar der Universität Frankfurt. 2015 habilitierte er sich und lehrt seitdem als Privatdozent für Neuere Geschichte.

## Mitgliedschaften
- Wissenschaftliches Mitglied der Historischen Kommission für Hessen[1] (seit 2008)
- Präsident der Deutschen Akademie für Kulinaristik[2]
- Vorsitzender des wissenschaftlichen Beirats des Archivs Bibliographia Judaica
- Mitglied der Frankfurter Historischen Kommission[3]
- Mitglied des Arbeitskreises „Die Universität Frankfurt im Nationalsozialismus“ (seit Mai 2017)
- Vorsitzender des Denkmalbeirats der Stadt Hanau[4]
- Vorsitzender des Heimat- und Geschichtsvereins Steinheim am Main, 2009 bis 2014[5][6]
- Vorstandsmitglied der Elisabeth-Langgässer-Gesellschaft, Gesellschaft zur Pflege und Verbreitung deutschsprachiger jüdischer Dichtung e. V.
- ehem. Vorsitzender des Fördervereins der Theodor-Heuss-Schule Hanau-Steinheim[7]
- Mitglied des Rotary Clubs Offenbach-Einhard (seit 1998), 2004/05 Präsident
- Mitglied des wissenschaftlichen Beirats der Forschungsstelle für die Geschichte des Bistums Limburg (seit September 2023)

## Ehrungen
- 1995: August-Gaul-Plakette der Stadt Hanau für sein ehrenamtliches Engagement als Vorsitzender des Steinheimer Geschichtsvereins
- 2001: Paul Harris Fellow

## Schriften
Als Autor:
- Elisabeth Langgässer und Heinrich Ellermanns „Blätter für die Dichtung“. In: Karlheinz Müller (Hrsg.): Elisabeth Langgässer. Ein Colloquium aus Anlaß ihres 90. Geburtstages. Darmstadt 1989.
- Andreas Riems literarisches Werk. In: Karl H. L. Welker (Hrsg.): Andreas Riem. Ein Europäer aus der Pfalz (= Schriften der Siebenpfeiffer-Stiftung, Bd. 6). Stuttgart 1999, S. 37–49.
- Promotionen an der Universität Helmstedt im 16. und 17. Jahrhundert. In: Rainer A. Müller (Hrsg.): Promotionen und Promotionswesen an deutschen Hochschulen der Frühmoderne (= Abhandlungen zum Studenten- und Hochschulwesen. Bd. 10). Köln 2001, S. 111–117.
- „Mich zog es zu den Roten, weil nur sie den Kampf gegen die Nazis ernsthaft und kompromißlos führten.“ Die Frankfurter Studienjahre der „roten Gräfin“ Marion Dönhoff. In: Forschung Frankfurt 3/2002, S. 96–97.
- „Aber was war ich schon? Ein Student, der Betriebswirtschaft lernen wollte, aber von volkswirtschaftlichem Eifer besessen war.“ Ludwig Erhard und sein Studium beim Nationalökonom Franz Oppenheimer. In: Forschung Frankfurt 3/2002, S. 97–98.
- „Philosophie ist das Allerernsteste, aber so ernst auch wieder nicht.“ Theodor Adorno – einer der wichtigsten deutschen Denker hat 100. Geburtstag. In: UniReport vom 12. Februar 2003, S. 3.
- Eine Brücke über die Senckenberganlage. Adorno und die Universität Frankfurt. In: Forschung Frankfurt 3–4/2003, S. 48–51.
- Das Standbild des Heiligen Johannes von Nepomuk am Alten Friedhof Steinheim (= Kleine Beiträge ... 8). Hanau 2003.
- Die erste Stiftungsuniversität Deutschlands. Die Universität Frankfurt setzte von Anfang an Akzente. In: UniReport vom 4. Februar 2004, S. 3.
- Bescheidener Start in eine große Zukunft. Nach Gründung der Universität zogen die Studenten in den Krieg statt in den Hörsaal. Studentische Selbstverwaltung war von Anfang an selbstverständlich. In: UniReport vom 15. April 2004, S. 3.
- „Restlose Reinigung von den Schlacken des liberalistischen Geistes“. Die Universität Frankfurt im Dritten Reich. Kein Aktiver Widerstand der Professoren. In: Forschung Frankfurt 2/2004, S. 46–50.
- Frankfurter Studenten zwischen 1914 und 1959. Das Wechselvolle des Politischen. Schon die Gründer der Stiftungsuniversität förderten studentisches Engagement. In: Forschung Frankfurt 3–4/2004, S. 84–88.
- Studieren in Frankfurt 1914–2004. Eine Ausstellung des Universitätsarchivs Frankfurt am Main im Auftrag des Präsidiums der Johann Wolfgang Goethe-Universität (Faltblatt) 2004.
- Studium und Doktorpromotion an der Universität Helmstedt im späten 16. Jahrhundert. In: Rainer A. Müller (Hrsg.): Bilder – Daten – Promotionen. Studien zum Promotionswesen an deutschen Universitäten der frühen Neuzeit (= Pallas Athene, 24). Stuttgart 2007.
- Justus Mösers Werk als bürgerliches Bildungsgut. In: Karl H.L. Welker (Hrsg.): Vom Ursprung der anwaltlichen Selbstverwaltung. Justus Möser und die Advokatur. Göttingen 2007, S. 15–34.
- Die Frankfurter Studenten im „Dritten Reich“. In: Jan Otmar Hesse, Jörn Kobes (Hrsg.): Frankfurter Wissenschaftler 1933–1945. Göttingen 2008.
- Von der Wallfahrt in Steinheim zur Wallfahrt nach Steinheim. In: Norbert Kemmerer (Hrsg.): Jubiläumsschrift 700 Jahre Steinheimer Kreuzwallfahrt 1309–2009. Hanau-Steinheim 2009, S. 41–47.
- Tafelfreuden bilden. Erasmus' Traktat über Kindererziehung. In: Zeitsprünge. Forschungen zur Frühen Neuzeit 13 (2009), Heft 3/4, Frankfurt 2009, S. 488–496.
- „Der Heros der Wissenschaft kam mir entgegen.“ Goethe, Carl Caesar Leonhard und Hanau. In: Regina Kaiser, Ute Peukert (Hrsg.): Vom Kupferstich zum Kirchenfenster, Marburg 2010.
- Humanismus und Landesherrschaft. Herzog Julius (1528–1589) und die Universität Helmstedt (= Frankfurter Historische Abhandlungen, 46). Stuttgart 2010.
- Einige Steinheimer Geschichtsforscher und ihre Werke. In: Norbert Kemmerer, Michael Maaser (Hrsg.): Friedensdenkmal – Geschichtsverein – Johannisfeuer. Festschrift 1911–2011 (= STJb, 6). Hanau 2011, S. 39–44.
- zusammen mit Norbert Kemmerer und Ernst Henke: Vom Denkmal zum Mahnmal. 100 Jahre Steinheimer Friedensdenkmal, eine Dokumentation. In: Norbert Kemmerer, Michael Maaser (Hrsg.): Friedensdenkmal – Geschichtsverein – Johannisfeuer. Festschrift 1911–2011 (= STJb, 6). Hanau 2011, S. 13–26.
- Stadt, Universität, Archiv. Das Archiv der Johann Wolfgang Goethe-Universität Frankfurt am Main. In: Biuletyn Polskiej Misji Historycznej 6 (2011), S. 155–165.
- Lesen. In: Michael Maaser/Gerrit Walther (Hrsg.): Bildung. Ziele und Formen, Traditionen und Systeme, Medien und Akteure. Metzler Verlag, Stuttgart 2011, S. 81–84.
- Dokumente zu Hermann Strasburger im Universitätsarchiv Frankfurt. In: Frank Bernstein und Hartmut Leppin (Hrsg.): Wiederanfang und Ernüchterung in der Nachkriegszeit. Dem Althistoriker Hermann Strasburger in memoriam. (= Schriftenreihe des Frankfurter Universitätsarchivs, Band 4). Wallstein, Göttingen 2013, S. 45–53.
- „Dem Archiv verschrieben“. Das Universitätsarchiv Frankfurt – Schatzkammer und Gedächtnis der Universität. In: Michael Maaser und Wolfgang Schopf (Hrsg.): Schatzkammer und Gedächtnis (= Bögen des Universitätsarchivs Frankfurt, II). Frankfurt 2013, S. 4–8.
- 1914 (= Bögen des Universitätsarchivs Frankfurt, III). Frankfurt 2013.
- HUNDERT. Die Goethe-Universität in 100 Dingen. Frankfurt 2014.
- Frankfurter Universitätsgründung und Erster Weltkrieg. In: Frank Estelmann und Bernd Zegowitz (Hrsg.): Literaturwissenschaften in Frankfurt am Main 1914–1945 (= Schriftenreihe des Frankfurter Universitätsarchivs, Bd. 7). Wallstein, Göttingen 2017, S. 21–29.
- Stifter werden Freunde. Die Geschichte der Freundesvereinigung der Goethe-Universität Frankfurt. Frankfurt 2018.
- Bürgertum und Antike im 18. Jahrhundert (zusammen mit Andreas Fahrmeir). In: Joachim Jacob und Johannes Süßmann (Hrsg.): Das 18. Jahrhundert. Lexikon zur Antikerezeption in Aufklärung und Klassizismus. Stuttgart 2018, Sp. 105–112.
- Goethe als zweiter Mann im Staat: Carl August, Goethe und das Geheime Consilium ab 1775. In: Matei Chihaia und Georg Eckert (Hrsg.): Kolossale Miniaturen. Festschrift für Gerrit Walther. Münster 2019, S. 12–22.
- Frankfurt als Universitätsstadt 1918–1945. In: Tradition und Wandel. Frankfurt am Main. Hg. im Auftrag der Frankfurter Historischen Kommission von Marie-Luise Recker. Göttingen 2023, Bd. 2, S. 249–256, 457.
- Studierendenwohl. Geschichte des Studierendenwerks Frankfurt am Main. Frankfurt (Henrich Editionen) 2023. ISBN 978-3-96320-074-8
- Vom Verein zur Fakultät. Der Physikalische Verein und die Gründung der Universität Frankfurt. In: Stillt Wissensdurst. 200 Jahre Physikalischer Verein [Frankfurt am Main]. Frankfurt 2024, S. 22–27 u. 189. ISBN 978-3-86638-450-7
- Universität und Studierende. Die studentische Beteiligung an der Universität Frankfurt von ihrer Gründung bis in die 1930er Jahre. Göttingen 2024.

Als Herausgeber:
- (Hrsg.): Stadt, Universität, Archiv., Wallstein Verlag, Göttingen 2009.
- Notker Hammerstein: Geschichte als Arsenal. Ausgewählte Aufsätze zu Reich, Hof und Universitäten der Frühen Neuzeit, hrsg. mit Gerrit Walther (= Schriftenreihe des Frankfurter Universitätsarchivs, Band 3), Göttingen 2010.
- mit Norbert Kemmerer (Hrsg.): Friedensdenkmal – Geschichtsverein – Johannisfeuer. Festschrift 1911–2011 (= STJb, 6), Hanau 2011.
- mit Gerrit Walther (Hrsg.): Bildung. Ziele und Formen, Traditionen und Systeme, Medien und Akteure. Stuttgart 2011 (3. Aufl. 2016).
- mit Evelyn Brockhoff, Bernd Heidenreich (Hrsg.): Frankfurter Historiker, Wallstein Verlag, Göttingen 2017.